# Билинский, Борис Константинович
Борис Константинович Билинский (фр. Boris Bilinsky; 21 сентября 1900, Бендеры, Бессарабская губерния — 3 февраля 1948, Катания) — художник театра и кино, график и живописец; сын генерала, начальника гарнизона в Бендерах, окончил Одесский кадетский корпус; работал декоратором в театре-кабаре «Синяя птица» и театре «Радуга», участвовал в Осеннем салоне (1930—1934, 1937—1938), а также — в Выставке русского искусства в Лондоне (1935); пожертвовал две свои работы для Русского культурно-исторического музея в Праге.

## Биография
Борис Билинский родился 21 сентября 1900 года в городе Бендеры (Бессарабская губерния) в семье генерала, начальника местного гарнизона Константина Николаевича Билинского и его супруги Анны Исидоровны; Борис окончил Одесский кадетский корпус и стал студентом физико-математического факультета Императорского Новороссийского университета, располагавшегося в Одессе. В годы Гражданской войны Константин Билинский погиб, и в 1920 году Борис с матерью и сестрами эмигрировал в Италию (через Константинополь); позднее он перебрался в Германскую империю — в Берлин. В германской столице он, начавший рисовать ещё в 1915 году, стал изучать сценографию и режиссуру — в тот период влияние на него оказал режиссёр Макс Рейнхардт. В Берлине Билинский начал работать — он стал декоратором в театре «Радуга» и театре-кабаре «Синяя птица».
В 1922 году Борис Билинский переехал в Париж, где среди его друзей и знакомых были художник Семён Лиссим, поэт Лев Зак и иллюстратор Иван Билибин. Билинский брал уроки живописи у художников-авангардистов Сергея Судейкина и Бориса Григорьева; в 1925 году, совместно с Юрием Анненковым, Билинский декорировал «миниатюрные сценки» в артистическом кафе «L’Arc-en-Ciel».
После знакомства с актёром Иваном Мозжухиным, Билинский стал художником на киностудии «Альбатрос», где участвовал в создании декораций, афиш и костюмов. В 1925 года он получил золотую медаль на Международной выставке декоративных искусств, проходившей в Париже — за свою афишу к фильму «Лев Моголов». По его эскизам создавались костюмы для известных актрис, включая Даниэль Мари Дарьё и Жаклин Делюбэк. В 1927 году Билинский создал серию плакатов для кинопрокатчика «L’Alliance Cinématographique Européenne» (ACE); год спустя он получил французское гражданство и основал собственное общество кинорекламы «Альборис» («L’Alboris», Париж). В 1934 году расписал во французской столице артистическое кабаре «Шехеразада».
Борис Билинский участвовал в Осенних салонах, проходивших в 1930—1934 и 1937—1938 годах; он также принимал участие в Выставке русского искусства в Лондоне, проходившей в 1935 году. Пожертвовал две свои работы для Русского культурно-исторического музея в Праге, основанного в том же году. В 1927 году, совместно с Лиссимом и художником Георгием Лукомским, Билинский провел выставку в Париже: в галерее «Simonson». В мае 1930 года в музее Галльера (Salon de franc) были выставлены его макеты и эскизы для костюмов и декораций. В 1937 году он завоевал золотую медаль на Всемирной выставке, проходившей в столице Франции.
После начала Второй мировой войны, в 1939 году, Билинский попытался вступить во французскую армию, но получил отказ от военных властей. После этого, вместе с женой, он переехал в Королевство Италия и поселился в Риме. Начал работать на студии «Титанус-фильм» и проводил много времени в доме тестя — усадьбе, располагавшейся в сицилийской Катании. Создал костюмы и декорации для целой серии итальянских фильмов, включая «Без неба» («Senza cielo», 1940), «Женщина упала» («È caduta una donna», 1941) и «Черная пантера» («La pantera nera», 1942). Продолжал работать и для итальянского театра: в частности, в 1947 году создал костюмы и декорации для балета «Венские сумасбродства» («Follie viennesi», хореограф Аурель Милош), премьера которого состоялась в театре Ла Скала.
В 1940 году в Риме прошла персональная выставка Билинского — она состоялась в галерее «Bragaglia». В годы войны он создал серию акварелей под названием «Апокалипсис», отразившую его душевное состояние в тот период. В последние годы своей жизни работал над возможностью воплощения музыки (звука) в цвете: в частности, создал серию альбомов «Музыка в красках». В 1948 году вновь посетил Париж, где принял участие в выставке «Танец и дивертисмент», проходившей в галерее «Charpentier». Скончался 3 февраля 1948 года в Катании и был похоронен на «Аллее именитых людей» (Viale degli uomini illustri), расположенной на местном Монументальном кладбище; в 1956 году на его могиле был установлен памятник и горельефный портрет, созданный скульптором Пьетро Паппалардо (1898—1985). Посмертные выставки Билинского состоялись в Риме (1955—1956), на Капри (1960), в Нью-Йорке (1975) и в Париже («Борис Билинский. Рисунки к балету, театру и опере, 1927—1947», 1999).

## Работы

### Печатные работы
Билинский опубликовал серию статьей об искусстве создания афиши и кинокостюма на страницах французских журналов «Cinémagazine», «Cinéma», «L’Art Cinématographique»:
- Bilinsky B. Le Costume // L‘Art cinématographique. Paris 1929. T. IV.

### Фильмография
В период с 1922 по 1949 год Билинский принимал участие в постановке более чем трёх десятков фильмов:
- «Пылающий костер» («Le brasier ardent») И. Мозжухина (1923),
- «Лев Моголов» («Le Lion des Mogols») И. Эпштейна (1924),
- «Прекрасный принц» («Le Prince Charmant») В. Туржанского (1924),
- «Казанова» («Casanova», 1927),
- «Тайны Востока, или Шехерезада» («Die Geheimnisse des Orients», «Schéhérazade», 1929)
- «Тысяча и вторая ночь» («La mille et deuxème nuit», 1933) А. Волкова,
- «Повелительница Атлантиды» («Die Herin von Atlantis») Г. Пабста (1932),
- «Княжна Тараканова» Ф. Оцепа (1938),
- «Катя» М. Турнера (1938),
- «Белые ночи Санкт-Петербурга» («Les nuits blanches de Saint-Pétersbourg») Жана Древиля (1938),
- «Сердечное согласие» («Entente cordiale») М. Л’Эрбье (1939),
- «От Мейерлинга до Сараева» («De Mayerling à Sarajevo») М. Оффюльса (1940).

### Оперы и балеты
Билинский создал оформление для целой серии спектаклей:
- «Руслан и Людмила» на музыку М. И. Глинки (1930) — оперно-балетный спектакль в постановка Н. Н. Евреинова, Б. Ф. Нижинской и Б. Г. Романова, Русская опера;
- Балет «Испанское каприччио» на музыку Н. А. Римского-Корсакова (1930) — балетмейстер Б. Ф. Нижинская, Театр Елисейских полей;
- Балет «Любовь-волшебница» М. де Фальи (1931) — балетмейстер Б. Г. Романов, Ballet Russe de Monte-Carlo;
- Балет «Царевна-Лебедь» на музыку Н. А. Римского-Корсакова (1932) — труппа Хореографического театра Нижинской;
- Балет «Этюд» на музыку И. С. Баха (1934) — балетмейстер Б. Ф. Нижинская, Ballet Russe de Monte-Carlo;
- Опера «Сказка о царе Салтане» Н. А. Римского-Корсакова (1932) — Русская опера, Париж;
- «Пелеас и Мелисанда» К. Дебюсси (1933) — Театр на Елисейских полях, 1933;
  - «Пелеас и Мелисанда» К. Дебюсси (май 1937) — Королевская опера, Лондон, британская премьера приурочена к коронации Георга VI.

## Семья
Борис Билинский был женат на итальянке Франке Пелан, дочери хирурга Епифанио Скальи; в семье была дочь Валерия (1939, Катания ‒ 1999). Внук: René Clémenti-Bilinsky, автор работ о творчестве деда.

## Архивные источники
- AI 1/193, 3/199, 4/172